# 電極化率
在電磁學裏，介電質因響應外電場的施加而極化的程度，可以用電極化率（electric susceptibility，{\displaystyle \chi _{e}} ）來衡量。電極化率又可以用來計算物質的電容率。因此，電極化率會影響這物質內各種其它可能發生的現象，像電容器的電容、光波傳播於物質內部的光速等等。
對於均向性、線性的介電質，電極化率{\displaystyle \chi _{e}}可透過電極化強度{\displaystyle \mathbf {P} }和電場{\displaystyle \mathbf {E} }定義：
{\displaystyle \mathbf {P} =\varepsilon _{0}\chi _{e}\mathbf {E} } ；
其中{\displaystyle \varepsilon _{0}}是電常數。
由於電位移 {\displaystyle \mathbf {D} } 定義為
{\displaystyle \mathbf {D} \ {\stackrel {\mathrm {def} }{=}}\ \varepsilon _{0}\mathbf {E} +\mathbf {P} } 。
所以，對於均向性、線性的介電質，電位移與電場成正比：
{\displaystyle \mathbf {D} =\varepsilon _{0}(1+\chi _{e})\mathbf {E} =\varepsilon \mathbf {E} } ；
其中{\displaystyle \varepsilon }是該介電質的電容率。
相對電容率{\displaystyle \varepsilon _{r}}定義為電容率與電常數的比例：
{\displaystyle \varepsilon _{r}\ {\stackrel {\mathrm {def} }{=}}\ {\frac {\varepsilon }{\varepsilon _{0}}}} 。
那麼，一個均向性、線性的介電質的電極化率與相對電容率的關係式為
{\displaystyle \chi _{e}\ =\varepsilon _{r}-1} 。
由此亦可知，自由空間的電極化率為0。
若介電質是各向异性的，則電極化率是一個二階張量。

## 色散性質和因果關係
一般而言，物質無法為了要響應一個含時外電場的變化而瞬時地電極化。因此，更廣義的表述必須將時間 {\displaystyle t} 納入考量：
{\displaystyle \mathbf {P} (t)={\frac {\varepsilon _{0}}{\sqrt {2\pi }}}\int _{-\infty }^{t}\chi _{e}(t-t')\mathbf {E} (t')\,dt'} 。
那就是，電極化是先前時間的電場與含時電極化率 {\displaystyle \chi _{e}(\Delta t)} 的摺積。假設每當 {\displaystyle \Delta t<0} 時， {\displaystyle \chi _{e}(\Delta t)=0} ，則這積分的上限可以延伸至無窮大：
{\displaystyle \mathbf {P} (t)={\frac {\varepsilon _{0}}{\sqrt {2\pi }}}\int _{-\infty }^{\infty }\chi _{e}(t-t')\mathbf {E} (t')\,dt'} 。
瞬時的響應對應於狄拉克δ函數電極化率 {\displaystyle \chi _{e}(\Delta t)=\chi _{e}\delta (\Delta t)} 。
對於一個線性系統，可以簡單地做一個傅立葉變換，將這關係式寫為頻率 {\displaystyle \omega } 的函數：
{\displaystyle {\begin{aligned}\mathbf {P} (\omega )&={\frac {1}{\sqrt {2\pi }}}\int _{-\infty }^{\infty }\mathbf {P} (t)e^{i\omega t}\,dt\\&={\frac {\varepsilon _{0}}{2\pi }}\int _{-\infty }^{\infty }\left[\int _{-\infty }^{\infty }\chi _{e}(t-t')\mathbf {E} (t')\,dt'\right]e^{i\omega t}\,dt\\&={\frac {\varepsilon _{0}}{2\pi }}\int _{-\infty }^{\infty }\left[\int _{-\infty }^{\infty }\chi _{e}(t-t')e^{i\omega (t-t')}\,dt\right]\mathbf {E} (t')e^{i\omega t'}\,dt'\\&={\frac {\varepsilon _{0}}{2\pi }}\int _{-\infty }^{\infty }\left[\int _{-\infty }^{\infty }\chi _{e}(t'')e^{i\omega (t'')}\,dt''\right]\mathbf {E} (t')e^{i\omega t'}\,dt'\\&={\frac {\varepsilon _{0}}{2\pi }}\left[\int _{-\infty }^{\infty }\chi _{e}(t'')e^{i\omega (t'')}\,dt''\right]\left[\int _{-\infty }^{\infty }\mathbf {E} (t')e^{i\omega t'}\,dt'\right]\\&=\varepsilon _{0}\chi _{e}(\omega )\mathbf {E} (\omega )\\\end{aligned}}} 。
這結果是摺積定理的一個範例。
電極化率跟頻率有關，這導致電容率跟頻率有關。電極化率隨著頻率而變化的曲線的樣子描繪出物質的色散性質。
更加地，由於因果關係，電極化只能跟先前時間的電場有關（也就是說，每當 {\displaystyle \Delta t<0} 時，設定 {\displaystyle \chi _{e}(\Delta t)=0}  ）。這事實迫使電極化率 {\displaystyle \chi _{e}(0)} 必須遵守克拉莫-克若尼約束。

## 參閱
- 高斯定律
- 磁化率
- 馬克士威方程組
- 克勞修斯-莫索提方程式